# Expresul de Nürnberg
Expresul de Nürnberg (titlul original: în cehă Expres z Norimberka) este un film dramatic cehoslovac de aventuri, realizat în 1954 de regizorul Vladimír Čech, protagoniști fiind actorii Ludmila Vendlová, Bohuš Záhorský, Josef Bek și Jaroslav Marvan.

## Rezumat
Un tren expres din Nürnberg sosește în Cheb. Vameșii trec cu vederea cutia de țigări blocată sub scaunul din compartiment. Cutia conține un plan de distrugere a unui baraj ceh. Agenții Radimský și Řehoř, profesoara Věra și alți pasageri ajung la Cheb după inspecția vamală. Între timp, la Praga, un alt agent, Nowak, îl șantajează pe șoferul de taxi Dvořák să-l ajute să realizeze planurile. 
Vera a „scăpat” oglinda din mână și a văzut o cutie în reflexia ei. Supărată, ea vrea să intre în vorbă cu simpaticul pasager Klím, dar el refuză să meargă cu ea la vagonul restaurant și să converseze cu ea. Așa că se apropie pe culoar de Řehor dar acesta încearcă să o împiedice să raporteze descoperirea ei conductorului de tren și scoate un pumnal vrând să o atace, dar un chelner în trecere o salvează. Řehoř trage semnalul de alarmă și scapă sărind din tren. În timpul investigației, devine clar că Klíma este membru al StB și știa de cutia ascunsă. La Praga, Dvořák a dezvăluit totul StB-ului și astfel se poate pregăti o capcană. Într-un duel dramatic pe digul Vltavei, Radimský și Řehoř sunt arestați. Nowak moare după explozia unei grenade pe care a vrut să o folosească împotriva membrilor StB.

## Distribuție
- Ludmila Vendlová – profesoara Věra Mikulová
- Bohuš Záhorský – agentul Radimský
- Josef Bek – membru StB[3] František Klíma
- Jaroslav Marvan – František Čapek
- Zdeňka Baldová – pasagera Marie Vaňková
- František Filipovský – magicianul Morcov zis și Bondini
- Svatopluk Beneš – agentul Řehoř
- Miroslav Homola – agentul Nowak
- Ladislav Boháč – taximetristul Dvořák
- Jaroslav Vojta – mecanicul
- Rudolf Deyl jr. – fochistul
- Ladislav Chudík – membru StB Jiří Mareš
- Oldřich Lukeš – șoferul de ambulanță
- Oldřich Vykypěl – agentul din Nürnberg
- Antonín Holzinger – conductorul de tren
- Zdeněk Dítě – Veselý, chelnerul
- Gustav Nezval – colonelul StB[3] Prokop
- Miloš Vavruška – membru StB Martin Borovanský
- Jiří Bruder – membru StB Barták
- Vladimír Bičík – Ensign Černý, operator de telegrafie
- Jiřina Bílá – conductoarea
- Josef Pehr – Laďa, fiul lui Čapk
- Jaroslav Tumlíř – portarul
- Ferdinand Krůta – un conductor
- Václav Špidla – Jano, prietenul lui Mareš
- Ema Skálová – tutungereasa
- Milada Smolíková – femeia cu ulcior
- Gabriela Bártlová-Buddeusová – femeia din gara Cheb

## Producție și lansare
Filmul a fost turnat în atelierele Studioul Barrandov, filmările începând pe 30 martie 1953, aprobarea primului exemplar fiind la 9 decembrie 1953 iar permisiunea de distribuire 25/03/1954.
Premiera filmului a avut loc în Praga la 26 martie 1954, accesibil tinerilor, la cinematografele „Sevastopol”, „Blaník”, „Armádní” și „Kyjev”.
În România premiera filmului a avut loc la data de 23 februarie 1955 la cinematograful „I. C. Frimu” din capitală.